# Вычислительная техника

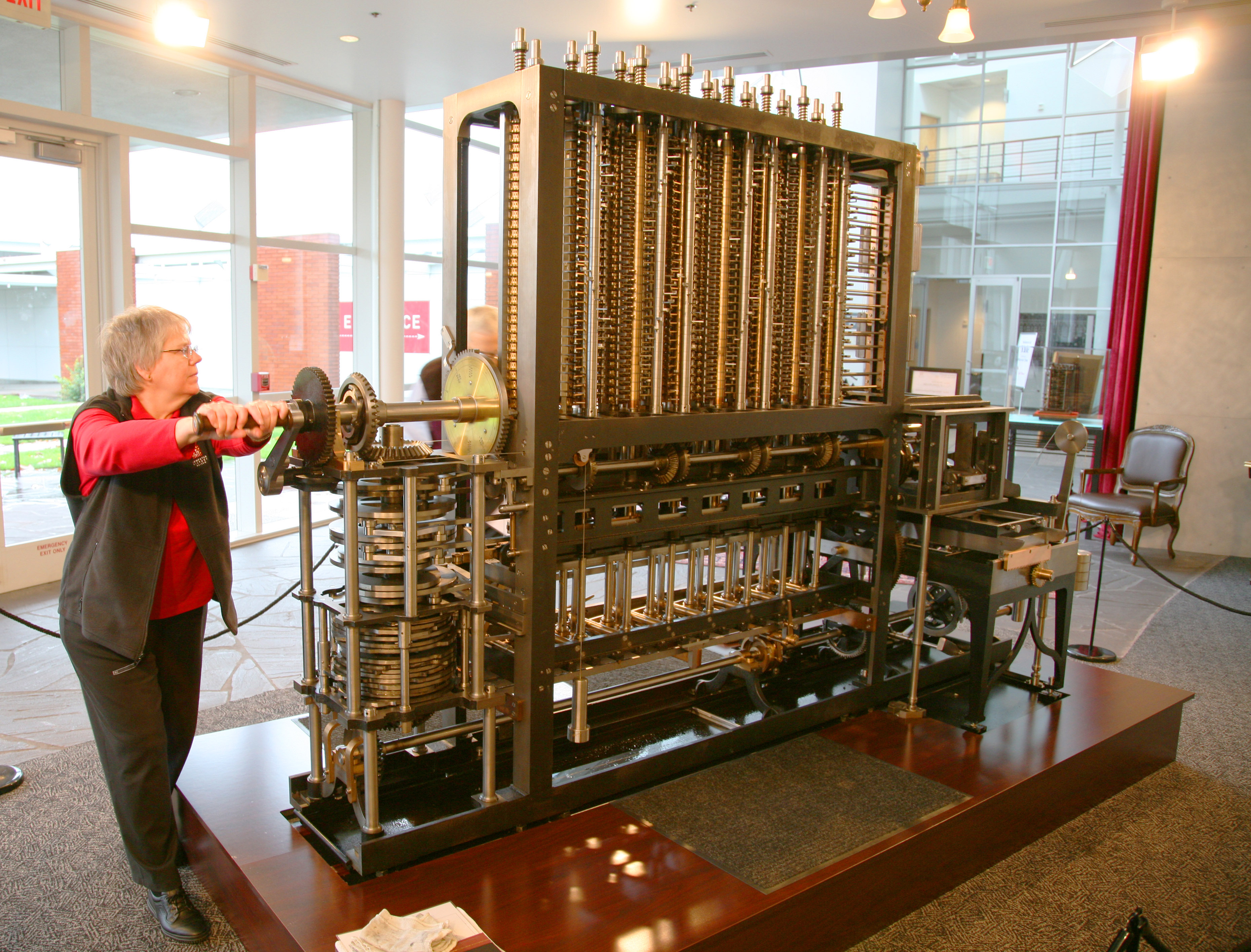
Вычислительная машина, созданная в Англии в 1922 году

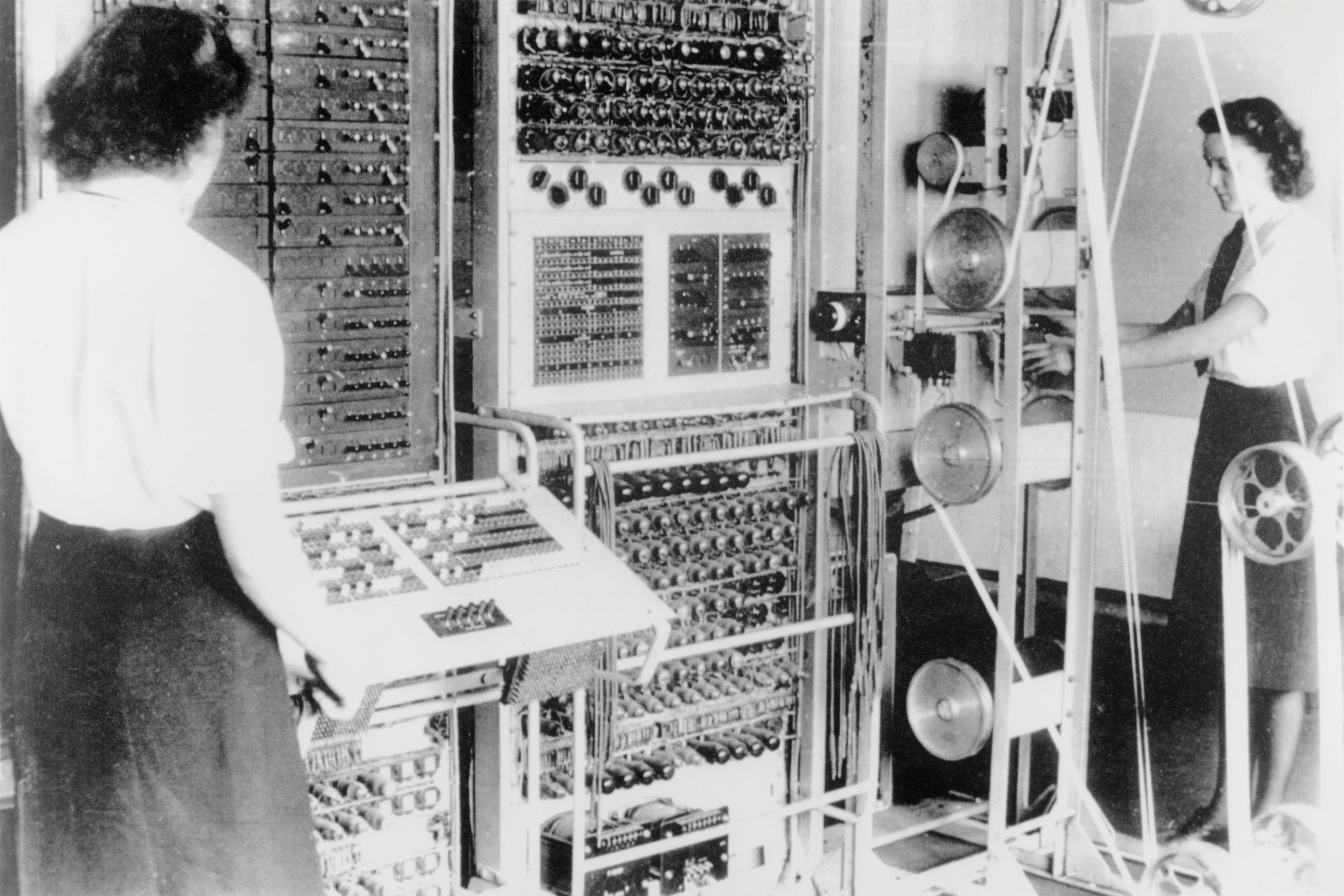
Британский Colossus был использован для взлома немецких шифров в ходе Второй мировой войны

Вычислительная техника — область науки, изучающая принципы создания и функционирования технических и математических средств автоматизации вычислений и обработки информации. В узком смысле — совокупность таких средств — устройств, оборудования, а также методов и приёмов, применяемых для вычислений. Обычно рассматривается как область информатики, иногда подчёркивается как составная часть единой дисциплины «информатика и вычислительная техника»; приблизительно соответствует направлению, обозначаемому в англоязычной традиции как англ. computing. Совокупность технических средств вычислительной техники также называется аппаратным обеспечением.
История вычислительной техники — ключевая составляющая научно-технического прогресса, охватывает путь от простейших устройств механизации вычислений на арифметических принципах (счётных палочек, абака) к средствам, использующим тригонометрические свойства (пропорциональный циркуль, транспортир), логарифмы (логарифмические линейки, таблицы, палочки Непера), к первым цифровым устройствам (проект аналитической машины, табуляторы), и, наконец, к современным компьютерам. Появление экономичных микропроцессоров и компьютерная революция обеспечили проникновение вычислительной техники практически во все сферы человеческой деятельности, сделав её приоритетным направлением научных и прикладных исследований.
Традиционно в информатике и вычислительной технике разделяют вопросы аппаратного обеспечения и программного обеспечения, при этом они неразрывно связаны, поскольку аппаратные возможности определяются их микропрограммным обеспечением, а исполнение программ возможно только с использованием аппаратуры. Помимо компьютеров, в современной вычислительной технике играют важную роль телекоммуникации и вычислительные сети, позволяющие создавать сложные вычислительные системы, наиболее масштабной из которых является Интернет.